# موتور ملک (بمپور)
موتور ملک یا چاه هفتاری روستایی در دهستان بمپور غربی بخش کلاتان شهرستان بمپور استان سیستان و بلوچستان ایران است.

## جمعیت
بر پایه سرشماری عمومی نفوس و مسکن در سال ۱۳۹۵ جمعیت این روستا ۲۱۹ نفر (۴۷خانوار) بوده‌است.